# 스냅! (프로그래밍 언어)
스냅!(Snap!, 과거 이름: Build Your Own Blocks)은 학생들이 수학 및 계산 아이디어를 학습하는 동안 상호작용 애니메이션, 게임, 스토리 등을 탐구하고 생성하고 리믹스할 수 있게 하는 자유의 블록 기반의 교육용 그래피컬 프로그래밍 언어이자 온라인 커뮤니티이다. 스크래치의 영향을 받은 스냅!은 수많은 고급 기능을 갖추고 있다. 스냅! 편집기와 이를 통해 개발된 프로그램들은 별도의 인스톨레이션 과정이 없이 브라우저에서 실행되는 웹 애플리케이션이다.(스크래치 2와 유사)